# Ait Yahya
Ait Yahya  (in arabo أيت يحيى‎?) è un centro abitato e comune rurale del Marocco situato nella provincia di Midelt, regione di Drâa-Tafilalet. Conta una popolazione di 4 560 abitanti (censimento 2014).